# Cròcia de Java
La cròcia de Java (Laniellus albonotatus) és un ocell de la família dels leiotríquids (Leiothrichidae).

## Hàbitat i distribució
Habita els boscos a les terres altes de Java occidental i central.